# Orlando (pel·lícula)
Orlando és una pel·lícula dirigida per Sally Potter el 1992. És l'adaptació lliure de la novel·la Orlando, de Virginia Woolf (1928). Ha estat doblada al català.

## Argument
Com a la novel·la, el personatge central, Orlando (Tilda Swinton) no envelleix - o gairebé - a partir del final de l'adolescència a l'Anglaterra isabelina fins a finals del segle xx. En aquests tres-cents anys, Orlando, personatge androgen per excel·lència, canvia de sexe (es converteix en dona mentre té una plaça diplomàtica a l'Orient) i coneix l'amor sota diverses formes: jove del segle xvii, cau enamorat de Sasha (Charlotte Valandrey), la filla de l'ambaixador rus, que l'abandona; al segle xviii, l'arxiduc Harry (John Wood) segueix les seves atencions mentre que Orlando, ara dona, es veu apartat dels seus drets de propietat; al segle xix Orlando, dona, s'enamora de Shelmerdine, viatger d'origen americà (Billy Zane). Virginia Woolf va interrompre la novel·la l'any 1928 (any del fi de la seva redacció), Sally Potter escull la mateixa perspectiva perllongant la història d'Orlando fins a l'època de realització del film. La intriga del film és acompanyada de comentaris d'una veu en off (Sally Potter) i accentuada amb apartats de l'actriu principal davant de la càmera que donen al conjunt un to humorístic.

## Repartiment
- Tilda Swinton: Orlando
- Quentin Crisp: Elisabet I d'Anglaterra
- Jimmy Somerville: Falsetto / àngel
- John Wood: arxiduc Harry
- John Bott: el pare de Orlando
- Elaine Banham: la mare de Orlando
- Anna Farnworth: Clorinda
- Sara Mair-Thomas: Favilla
- Anna Healy: Eufrosina
- Dudley Sutton: Jaume I d'Anglaterra
- Charlotte Valandrey: Princesa Sasha
- Lothaire Bluteau: el Khan
- Billy Zane: Shelmerdine
- Heathcote Williams: Nick Greene / editor
- Thom Hoffman: Guillem III d'Anglaterra i II d'Escòcia

## Premis i nominacions
Va ser nominada als Oscars (1994) en dues categories: millor direcció artística i millor vestuari.
Es va endur nou premis, entre els quals:
- millor maquillatge (BAFTA) ;
- millor primer film (premis European Film);
- millor direcció tècnica i artística (premis Evening Standard British Film) ;
- millor actriu (Festival internacional de cinema de Seattle) ;
- millor film (Festival Internacional de Cinema Fantàstic de Catalunya) ;
- millor film, millor actriu, preu artístic i premi FIPRESCI al Festival internacional del film de Tessalònica 1992.